# 基辅大公国
基辅大公国（羅馬化：Kievskoe kŭnęzhĭstvo，羅馬化：Kyivs'ke kniazivstvo）是基辅罗斯分裂后的形成诸多诸侯国之一，它位于如今乌克兰的基辅一带，1321年，立陶宛大公格迪米纳斯攻下基辅，基辅大公国开始沦入立陶宛大公国之手，1471年，基辅大公国被立陶宛大公国正式吞并，成为其下属的基辅省。

## 历史
862年，东斯拉夫人部落因为争夺权力而内战不休，他们邀请罗斯人的首领留里克当他们大公。留里克王朝自此开始。 879年，留里克身亡，大公之位由奥列格接掌。奥列格认为诺夫哥罗德地势偏僻，不利发展，攻占了南方的基辅，基辅罗斯正式开始。
10世纪时，由于王公之间的权力斗争，基辅罗斯陷入内乱之中，各个诸侯国相继成立，每一个诸侯国的成立都导致基辅罗斯的力量和地位被削弱一次，1125年，基辅大公弗拉基米尔·莫诺马赫去世，基辅大公的公位由其长子姆斯季斯拉夫·弗拉基米罗维奇继承，1132年，姆斯季斯拉夫·弗拉基米罗维奇去世，他的弟弟亚罗波尔克·弗拉基米罗维奇继承了基辅大公的公位，1132年被看成是基辅大公国的开端，此后基辅大公国的大公进行了频繁的更换。
1223年9月，铁木真手下两员大将哲别和速不台率领25000人的蒙古军队西征，路途從南高加索向北进入今南俄地区，在经过基辅大公国时进行掠奪，基辅大公姆斯季斯拉夫·罗曼诺维奇在战斗中被俘，不久被蒙古人处决，后来蒙古军队在如今保加利亚的萨马拉河之战作战失败，在返回蒙古时又在基辅大公国进行一次掠奪。1236年，蒙古军队击败钦察人，再次向西挺近，1237年，蒙古军队再次在基辅大公国境内进行掠奪，后来在科泽利斯克遇守城者猛烈抵抗，暂时撤至顿河下游盆地进行整頓。1239年，蒙古军队再次进行对罗斯诸公国的西征，1240年12月6日，基辅被占领，基辅大公国成为蒙古帝国下面的一个诸侯国。

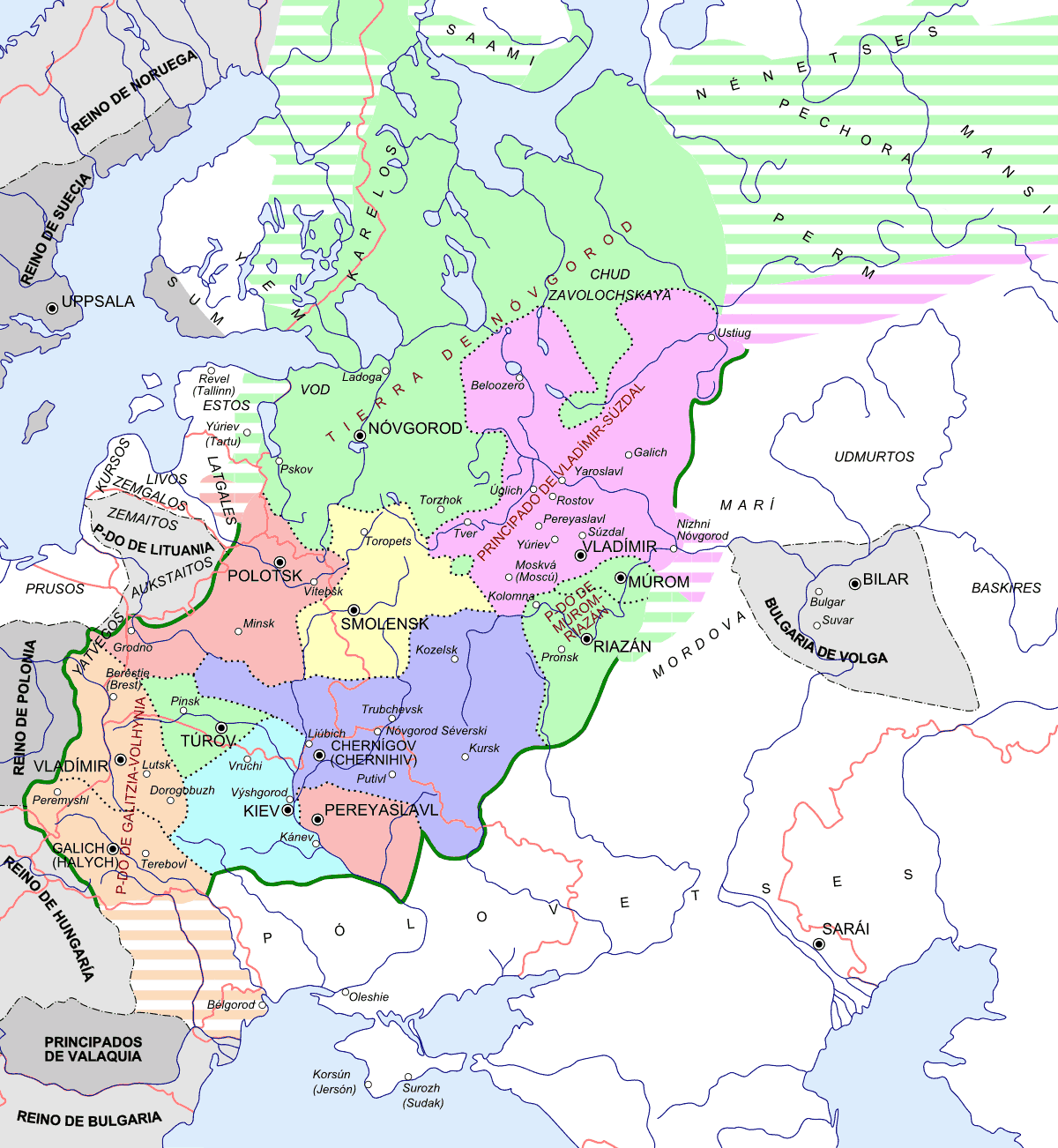
1237年时的罗斯诸公国，基辅大公国以蓝色表示。

1263年，普季夫利公国大公开始占据基輔大公，但大公之位此時已变得无足轻重，之後到14世纪初期时，立陶宛大公国开始向东扩张。1321年，立陶宛大公格迪米纳斯攻下基辅，基辅大公国开始沦入立陶宛大公国之手，1471年，基辅大公国被立陶宛大公国正式吞并，成为其下属的基辅省。

## 历任统治者
- 亚罗波尔克二世·弗拉基米罗维奇

在位时期：1132年 - 1139年  
- 维亚切斯拉夫·弗拉基米罗维奇

在位时期：1139年
- 弗谢沃洛德二世·奥利戈维奇

在位时期：1139年 - 1146年
- 伊戈尔二世·奥利戈维奇

在位时期：1146年
- 伊贾斯拉夫二世·姆斯季斯拉维奇

在位时期：1146年 - 1149年
- 尤里·多尔戈鲁基

在位时期：1149年 - 1150年
- - 伊贾斯拉夫二世·姆斯季斯拉维奇

在位时期：1150年 
- - 维亚切斯拉夫·弗拉基米罗维奇

在位时期：1150年
- 尤里·多尔戈鲁基

在位时期：1150年 - 1151年
- - 伊贾斯拉夫二世·姆斯季斯拉维奇

在位时期：1151年 - 1154年
- - 维亚切斯拉夫·弗拉基米罗维奇

在位时期：1151年 - 1154年
- - 罗斯季斯拉夫一世·姆斯季斯拉维奇 在位时期：1154年
  - 伊贾斯拉夫三世·达维多维奇

在位时期：1154年 - 1155年
- 尤里·多尔戈鲁基

在位时期：1155年 - 1157年
- 伊贾斯拉夫三世·达维多维奇

在位时期：1157年 - 1158年
- 罗斯季斯拉夫一世·姆斯季斯拉维奇

在位时期：1159年 - 1167年
- 姆斯季斯拉夫二世·伊贾斯拉维奇

在位时期：1167年 - 1169年
- 安德烈·博戈柳布斯基

在位时期：1169年
- 格列布·尤里耶维奇

在位时期：1169年
- 姆斯季斯拉夫二世·伊贾斯拉维奇

在位时期：1169年 - 1170年
- 格列布·尤里耶维奇

在位时期：1170年 - 1171年
- 弗拉基米尔·姆斯季斯拉维奇

在位时期：1171年
- - 米哈伊尔·尤里耶维奇

在位时期：1171年
- - 罗曼·罗斯季斯拉维奇

在位时期：1171年
- 弗谢沃洛德三世·尤里耶维奇

在位时期：1171年 - 1173年
- 留里克·罗斯季斯拉维奇

在位时期：1173年 - 1174年 
- 雅罗斯拉夫·伊贾斯拉维奇

在位时期：1174年
- 斯维亚托斯拉夫·弗谢沃洛多维奇 在位时期：1174年 - 1175年
- 雅罗斯拉夫·伊贾斯拉维奇

在位时期：1175年
- 罗曼·罗斯季斯拉维奇

在位时期：1175年 - 1177年
- 斯维亚托斯拉夫·弗谢沃洛多维奇 在位时期：1177年 - 1180年
- 留里克·罗斯季斯拉维奇

在位时期：1180年 - 1181年
- 斯维亚托斯拉夫·弗谢沃洛多维奇 在位时期：1181年 - 1194年
- 留里克·罗斯季斯拉维奇

在位时期：1194年 - 1202年
- 因戈瓦尔·雅罗斯拉维奇

在位时期：1202年 - 1203年
- 留里克·罗斯季斯拉维奇

在位时期：1203年 
- 因戈瓦尔·雅罗斯拉维奇

在位时期：1203年 - 1204年
- 罗斯季斯拉夫二世·留里科维奇

在位时期：1204年 - 1205年
- 留里克·罗斯季斯拉维奇

在位时期：1205年 - 1206年
- 弗谢沃洛德·斯维亚托斯拉维奇

在位时期：1206年
- 留里克·罗斯季斯拉维奇

在位时期：1206年 - 1208年
- 弗谢沃洛德·斯维亚托斯拉维奇

在位时期：1208年
- 留里克·罗斯季斯拉维奇

在位时期：1208年 - 1211年
- 弗谢沃洛德·斯维亚托斯拉维奇

在位时期：1211年 - 1214年
- 姆斯季斯拉夫·罗曼诺维奇

在位时期：1214年 - 1223年
- 弗拉基米尔·留里科维奇

在位时期：1223年 - 1235年
- 伊贾斯拉夫四世·弗拉基米罗维奇

在位时期：1235年 - 1236年
- 雅罗斯拉夫二世·弗谢沃洛多维奇

在位时期：1236年
- 伊贾斯拉夫四世·弗拉基米罗维奇

在位时期：1236年
- 弗拉基米尔·留里科维奇

在位时期：1236年 - 1238年
- 雅罗斯拉夫二世·弗谢沃洛多维奇

在位时期：1238年
- 米哈伊尔·弗谢沃洛多维奇

在位时期：1238年 - 1239年
- 罗斯季斯拉夫三世·姆斯季斯拉维奇

在位时期：1239年
- 丹尼尔·罗曼诺维奇

在位时期：1239年 - 1240年
- 米哈伊尔·弗谢沃洛多维奇

在位时期：1240年 - 1243年
- 雅罗斯拉夫二世·弗谢沃洛多维奇

在位时期：1243年 - 1246年
- 亚历山大·涅夫斯基

在位时期：1246年 - 1263年
- 之後受普季夫利的地方王公統治，時間自1263年 - 1362年。
- 1263年－？ 伊凡一世·罗曼诺维奇
- ？- ？ 亚历山大
- ？- ？ 安德烈一世
- ？- ？ 瓦西里
- ？- ？ 安德烈二世
- ？- ？ 伊凡二世·伊凡诺维奇
- ？－1330年以后 弗拉基米尔·伊凡诺维奇
- ？－1360年 费奥多尔·伊凡诺维奇
- 1362年，基辅大公国被立陶宛吞并